# Lokaltermin
Mit dem unbestimmten Rechtsbegriff Lokaltermin oder Ortstermin (auch Ortsbesichtigung) wird ein Gerichtsverhandlungstermin  bezeichnet, der außerhalb der eigentlichen Gerichtsstelle stattfindet, an der das Gericht gewöhnlich zu tagen pflegt (§ 219 ZPO). Anlass für einen solchen Lokaltermin ist meist die Einnahme des richterlichen Augenscheins eines bestimmten Ortes im Rahmen eines Gerichtsverfahrens, beispielsweise am Tatort oder Ort des Geschehens. Seine Zulässigkeit ist an besondere Voraussetzungen geknüpft. Das Gericht hat vereinfachte Möglichkeiten der Ablehnung dieser Art der Beweiserhebung, um ein prozesstaktisch motiviertes Zwingen des Gerichts zur Wahrnehmung solcher aufwändigen Termine außer Haus einschränken zu können.
Der Begriff Ortstermin wird neben obiger Bedeutung in einer weiteren verwendet. Darunter versteht man den Zeitpunkt einer vereinbarten oder festgesetzten Zusammenkunft an einem bestimmten Ort aus offiziellem Anlass. Sachverständige beraumen beispielsweise mit Verfahrensbeteiligten zur Tatsachenfeststellung (Augenschein) in einem Gerichtsverfahren Ortstermine an. Die dabei gewonnenen Erkenntnisse fließen oft in ein Gutachten ein. Eine Vernehmung eines Zeugen an dessen Wohnort wird ebenfalls als Ortstermin bezeichnet.
In Österreich ist auch der Begriff »Ortsaugenschein« (früher »Lokalaugenschein«) gebräuchlich.
Von einem Lokal- oder Ortstermin zu unterscheiden ist der Gerichtstag (Sitzungstag).